# Ludwig Schäfer (Politiker)
Ludwig Adolf Hermann Schäfer (* 2. Februar 1812 in Assenheim; † 29. Januar 1879 in Darmstadt) war ein deutscher Jurist und Politiker. Er war hessischer Richter und Abgeordneter der 2. Kammer der Landstände des Großherzogtums Hessen.
Ludwig Schäfer war der Sohn des Hof-, Amts- und Physikats-Chirurgen und Kreiswundarztes Karl Heinrich Schäfer (1775–1875) und dessen Ehefrau Juliane, geborene Schneider. Schäfer, der evangelischen Glaubens war, heiratete am 20. Dezember 1840 in Echzell Sophie Madeleine Karoline Pauline, geborene Habicht (1818–1901).
Schäfer studierte ab 1830 Rechtswissenschaften an der Universität Gießen. 1842 wurde er Assessor am Landgericht Friedberg, später am Landgericht Langen und 1846 am Landgericht Ortenberg. 1858 wurde er Landrichter am Landgericht Gernsheim. Im Jahr 1878 wurde er pensioniert.
Von 1866 bis 1872 gehörte er der Zweiten Kammer der Landstände an. Er wurde für den Wahlbezirk Starkenburg 13/Gernsheim gewählt. In den Ständen vertrat er liberal-konservative Positionen.